# 歐洲旗
目前歐洲聯盟和歐洲委員會使用的旗幟以深藍色為底色，十二顆五角金星環成一圓組成，是這兩個組織的旗幟和徽章。兩個組織都稱它為「歐洲旗」代表整個大洲，但是在歐洲委員會中使用之外並無任何法律地位。「歐盟旗幟」一詞無視了它和歐洲委員會的關係，但「歐洲委員會旗幟」一詞未曾使用。 
它經常被用作代表歐盟國家，以及鬆散地代表包括在歐盟及歐洲委員會外國家的整個歐洲大洲。五角星的數目（12個，不代表最早加入歐盟的12個國家）不會因成員國的數目而改變，因其原是用作表示全歐洲人民，包括非成員國的人民。
該旗幟於1955年設計，用作歐洲委員會的象徵，而委員會亦呼籲其他組織使用。1985年歐洲經濟共同體提倡歐洲議會時，從沒有旗幟改為採用該旗幟。
歐洲聯盟基本條約並無提及此旗幟，而在歐盟憲法起草時亦決定不加入在憲法內，但在法律上便加以列明。為免和歐盟混淆，歐洲委員會使用的版本在中間加上了拉丁字母「e」，是為「歐洲委員會標誌」。雖然有了自身的標誌，在歐洲委員會的辦公室或總部外仍懸掛歐洲旗。
由于欧盟的大量使用和更高的知名度，它往往更和欧盟有关。该旗也被用来在以欧洲名义参加的体育赛事中作为欧洲代表队的旗帜，而且也被作为欧盟外的国家的亲民主運動的旗帜。它在一定程度上亦启发了其它欧洲组织以及国家旗帜的设计，例如波斯尼亚和黑塞哥维那和科索沃。

## 色彩與設計

歐盟旗幟標準繪製尺寸

常见的竖挂版歐盟旗幟 （非官方）

|          | 藍色                                   | 金色                |
| -------- | -------------------------------------- | ------------------- |
| RGB      | 0/51/153                               | 255/204/0           |
| 十六進位 | 003399                                 | FFCC00              |
| Pantone  | Reflex Blue                            | Yellow              |
| CMYK     | 100% Process Cyan, 80% Process Magenta | 100% Process Yellow |

## 历史
1950年，当欧洲委员会成立，就有了设计一面欧洲旗帜的问题。有很多建议，但一个明确的主题出现了。理查德·尼古拉斯·冯·康登霍维-凯勒奇建议采用他建立的国际泛欧联盟的旗帜，这面旗帜由蓝色的背景、橙色圆形图案和一个红色的十字组成。由于十字象征基督教，这个提议为土耳其否决（土耳其是欧洲委员会成员）。Kalergi则建议在十字旁边增加一个新月以解决穆斯林的反对。另外一个建议则基于欧洲运动的旗帜，它在白色背景上有一个大型的绿色E。另一种设计立足于奥运五环：在蓝色背景上有8个环形，这个设计也未能通过。还有一个提议则是在蓝色背景上有一颗大型黄五角星，但也被否绝，因为它与比属刚果旗帜和历史上德克萨斯共和国曾使用过的Burnet Flag相似。
协商会议把选择缩小到了两种设计。一个是由欧洲学院的创始人，萨尔瓦多·马达里亚加（Salvador de Madariaga）提出的，一个在蓝色背景上的星座形状（星星的位置根据各国首都的位置，用一个较大的星表示委员会所在地斯特拉斯堡）。第二个是前一个的变种，由阿瑟·海茨（Arsène Heitz）设计，用环形排列的星代替了星座。协商会议选择了这个标志，把星的数量定为15个以反映欧洲理事会成员国的数目，并建议理事会采纳。
部长理事会（欧洲委员会的主要决策机构）与大会一致认为，旗帜应该有环形排列的星星，但数量是争论的来源。最终，数字确定为12，并由保罗MG列维（Paul M. G. Lévy）设计了有12个星的旗帜。1955年10月25日，理事会批准了这面旗帜，12月8日正式通过。1955年12月13日，它在巴黎的犬舍城堡公布。

未获选的版本
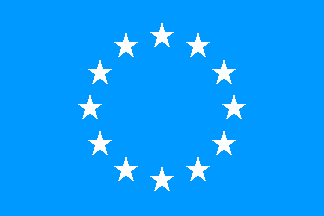
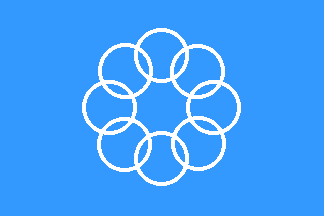
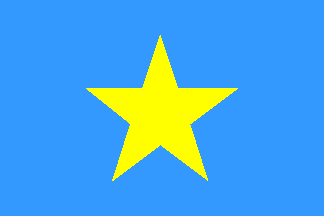
国际泛欧联盟的初始旗帜
欧洲国际运动的初始旗帜

### 其他版本

欧洲煤钢共同体旗帜之一
欧洲煤钢共同体旗帜之一
欧洲煤钢共同体旗帜之一
欧洲煤钢共同体旗帜之一
国际泛欧联盟
西欧联盟旗帜之一
西欧联盟旗帜之一
西欧联盟旗帜之一
欧洲议会旗帜
歐洲委員會旗幟

## 誤解
十二顆五角金星並非一般人所誤解之當初加入歐洲共同體的十二個國家。「十二」是一個完美無瑕的古老象徵，意謂著一年十二個月、耶稣的十二使徒、以及希臘神話中的十二個主神等等，而「圓環」則象徵歐洲各國合作統一。

## 相似旗帜

波斯尼亚和黑塞哥维那国旗
佛得角国旗
科索沃国旗
库克群岛国旗

## 外部連結
- 歐洲聯盟官方網站關於旗幟之介紹 （页面存档备份，存于）